# Himantura fai

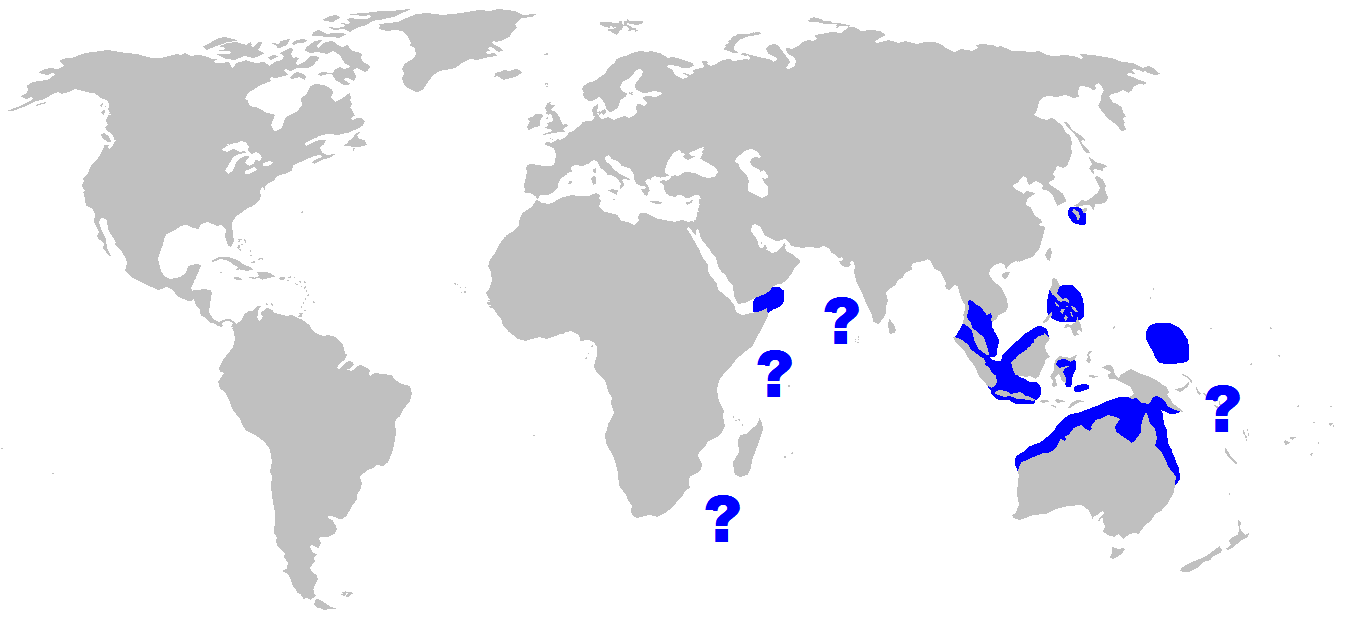
Areale

La pastinaca rosa (Himantura fai) è una specie di pastinaca della famiglia dei Dasiatidi. È strettamente imparentata con la pastinaca nasoaguzzo (H. gerrardi), tanto che molti autori le considerano entrambe come appartenenti alla stessa specie. La distribuzione esatta di questa specie non è nota con certezza, poiché è molto difficile distinguerla dalla pastinaca nasoappuntito (H. jenkinsii), ma si ritiene che sia molto comune in tutte le acque tropicali dell'Indopacifico, dal Sudafrica fino a Micronesia e Australia, ad est, e all'isola di Iriomote, a nord. Si incontra facilmente nelle lagune e sui banchi di sabbia nelle vicinanze delle barriere coralline, fino alla profondità di 200 metri. Il nome specifico fai significa «pastinaca» nella lingua degli abitanti di Samoa, Tonga, Futuna e Tahiti.

## Descrizione
La pastinaca rosa ha pinne pettorali a forma di diamante ed un muso molto largo, dall'estremità smussata. Gli occhi e gli spiracoli sono piccoli e ben distanziati. La bocca è di medie dimensioni ed è dotata di due grandi placche di denti al centro e di altre due molto più piccole ai lati. La coda è molto lunga e sottile e misura almeno due volte la lunghezza del corpo; è munita di un'unica spina serrata, ma non ha pinnule. Sul disco e sulla coda vi è una larga e fitta banda di denticelli dermici arrotondati. Nei giovani la pelle può essere liscia o ricoperta da denticelli piatti a forma di cuore. La colorazione del dorso è uniforme e varia dal marrone chiaro al rosa brunastro, la superficie ventrale è chiara e la coda, oltre la spina, è grigio scura o nera. Questa specie raggiunge la lunghezza di almeno 5 metri e una larghezza di 1,5 metri. Può pesare fino a 18,5 chilogrammi.

## Biologia
La pastinaca rosa vive spesso in gruppi. Come altre pastinache, è ovovivipara: gli embrioni in sviluppo vengono alimentati dalla madre mediante nutrizione istotrofica («latte uterino») attraverso particolari strutture specializzate. Alla nascita i piccoli sono larghi circa 55 centimetri.

## Importanza per l'uomo
La pastinaca rosa viene regolarmente catturata con reti o tramite pesca a strascico, meno regolarmente con palamiti. Vengono utilizzati la carne, la pelle e la cartilagine. È anche molto importante ai fini dell'ecoturismo; in località come le Maldive viene attratta verso i visitatori usando del cibo come esca.